# Carinoma uschakovi
Carinoma uschakovi är en djurart som tillhör fylumet slemmaskar, och som beskrevs av Chernyshev 1999. Carinoma uschakovi ingår i släktet Carinoma och familjen Carinomidae. Inga underarter finns listade i Catalogue of Life.